# Mand (Mahanadi)
Der Mand ist ein linker Nebenfluss  der Mahanadi im indischen Bundesstaat Chhattisgarh. 
Er entspringt südlich der Stadt Ambikapur. Der Mand fließt in überwiegend südlicher Richtung. Der Mand mündet schließlich südwestlich von Raigarh bzw. 25 Kilometer westlich des Hirakud-Stausees in den Fluss Mahanadi. Seine Gesamtlänge beträgt ca. 241 km.